# Туристический регион Кымгансан
Туристический регион Кымгансан (кор. 금강산관광지구?, 金剛山觀光地區?) — специальный административный регион в КНДР. Был основан в 2002 году для принятия потока южнокорейских туристов в горы Кымгансан («Алмазные горы»). Площадь региона — 530 км².

## История
С 1998 года туристам из Южной Кореи было разрешено посещать Кымгансан. Первый круизный корабль отправился в регион 18 ноября 1998 года. С тех пор стали организовываться автобусные туры.
В 2002 году, после двусторонних переговоров, район вокруг гор отделился от провинции Канвондо, образовав отдельную административную единицу, отличающуюся более мягкими, по сравнению с остальной Северной Кореей, законами. После инцидента 2008 года, когда северокорейскими военными была застрелена южнокорейская туристка, доступ южнокорейских туристов был закрыт по инициативе Сеула, а в 2010 году Пхеньян объявил о самостоятельном управлении регионом. В 2013 году тема курорта Кымгансан обозначалась как одна из важнейших на переговорах между КНДР и Республикой Корея во время Корейского кризиса, а 11 июня было объявлено о допуске иностранных инвесторов с гарантиями безопасности.
В 2019 году Ким Чен Ын раскритиковал южнокорейские сооружения, находящиеся в курортной зоне, и распорядился демонтировать построенное южнокорейской стороной, предварительно согласовав это с Сеулом. Взамен будут построены современные учреждения, гармонирующие с природным ландшафтом.

С января территория региона вошла в провинцию Кангвондо.

## Инциденты
Задержание на одну неделю туриста в 1999 году и убийство туристки в 2008 году, что вызвало прекращение туристической активности на один год.